# Brian Price (rugbista)
Brian Price (Bargoed, 30 ottobre 1937 – 18 dicembre 2023) è stato un giornalista, conduttore televisivo e rugbista a 15 britannico, in carriera agonistica seconda linea del Newport, della Nazionale gallese e dei British Lions.
Ha fatto il suo esordio internazionale il 10 marzo 1961, nella partita contro l'Irlanda. In totale ha disputato con il Galles 32 partite (26 delle quali nel Cinque Nazioni). Ha inoltre vinto questa manifestazione quattro volte (1964, 1965, 1966, 1969) con due Triple Crown (1965, 1969). Il suo ultimo match con il Galles è stato il 21 giugno 1969 contro l'Australia.
Nel 1966 ha preso parte al tour dei British and Irish Lions in Australia, Nuova Zelanda e Canada.
Il suo più importante club è stato il Newport RFC nel quale giocò tra il 1960 e il 1969 e del quale divenne capitano. Nel 1963 lo guidò alla storica vittoria 3-0 contro gli All Blacks.
Alla fine della sua carriera ha giocato per un breve periodo in Francia.